# 内に秘めた炎
『内に秘めた炎』（原題：The Inner Mounting Flame、直訳は「高まっていく内なる炎」）は、マハヴィシュヌ・オーケストラの最初のスタジオ・アルバム。1971年に発表され、全曲ジョン・マクラフリンの作曲になる。

## 解説
「ヌーンワード・レース」のイントロは、フルバンド用に書かれたもので、アルバムで聴かれるようなギターとドラムのデュオとして作曲されたものではなかった。この作品の録音中に、リック・レアードとジェリー・グッドマンの間にあったわだかまりが、いよいよ口論となって具体化し、彼ら二人がヤン・ハマーを殴り、彼のキーボードの上で取っ組み合いをすることになってしまった。マクラフリンとビリー・コブハムは、大喧嘩の始まりから終わりまでの間、フルボリュームで演奏を続け、できあがりに大変満足したマクラフリンは、レアード、グッドマン、ハマーに、曲の後半でコブハムのドラムソロにバッキングをつけている間は外に出ているよう指示したのである。
「ユーノウ、ユーノウ」は、マッシヴ・アタックの「ワン・ラヴ」、モス・デフの「カリフォルニア」、ブラック・シープのシングル「シミラック・チャイルド」、デヴィッド・シルヴィアンの「アイ・サレンダー」（アルバム『デッド・ビーズ・オン・ア・ケイク』収録）、セシル・オターの「リベル・イエロー」、ブラゼイ・ブラゼイの「イントロ」などで、サンプリングされて使用されている。
このアルバムのリマスター盤は、CDで、1998年にソニー・ミュージック・エンタテインメントから発表された。LPジャケットの表面の複写を使用し、多数のバンドの写真と一緒にボブ・ベルデンの新しいライナーノーツが添付された。
本作はBillboard 200で89位、『ビルボード』のジャズ・アルバム・チャートで11位に達した。

## 収録曲
全曲ジョン・マクラフリンによる作曲。
1. 精霊の出会い – "Meeting of the Spirits" – 6:52
2. 夜明け – "Dawn" – 5:10
3. ザ・ヌーンワード・レース – "The Noonward Race" – 6:28
4. 伝説の樹ロータス – "A Lotus On Irish Streams" – 5:39
5. ヴァイタル・トランスフォーメーション – "Vital Transformation" – 6:16
6. ザ・ダンス・オブ・マヤ – "The Dance of Maya" – 7:17
7. ユー・ノウ、ユー・ノウ – "You Know You Know" – 5:07
8. 目覚め – "Awakening" – 3:32

## 参加ミュージシャン
- ジョン・マクラフリン (John McLaughlin) - ギター
- リック・レアード (Rick Laird) - ベース
- ビリー・コブハム (Billy Cobham) - ドラムス、パーカッション
- ヤン・ハマー (Jan Hammer) - キーボード、オルガン
- ジェリー・グッドマン (Jerry Goodman) - ヴァイオリン
- ドン・パルーズ (Don Puluse) - エンジニア
- ロバート・オーナブル (Robert Honablue) - エンジニア